# Mattias Wager
Mattias Wager (født 1967 i Stockholm) er en svensk organist, improvisator og komponist. Han virker ved Storkyrkan i Stockholm, men giver også orgelkoncerter internationalt, hvor han foruden almindeligt orgelrepertoire også improvisere.
Wager studerede orgel ved Kungliga Musikhögskolan i Stockholm. Hans lærere var Torvald Torén i fortolkning, Mats Åberg i barokfortolkning og Anders Bondeman i improvisation. Han har også studeret i udlandet hos Naji Nakim i Paris og Johannes Geffert i Bonn.
I 2006 blev Wager tilknyttet Stockholms Katedral, Storkyrkan, og senere blev han udpeget som katedralorganist.
Her spillede han til Kronprinsesse Victoria af Sveriges bryllup med Daniel Westling.
Wager har samarbejdet med en række andre musikere, blandt andet i en trio bestående foruden ham selv af perkussionisten Anders Åstrand og sangeren Gary Graden.
Fra dette arbejde er udkommet albummet Live at Vatnajökull.
Han har komponeret musik til flere teaterforestillinger: Luther - glädjedödare eller levnadsglad rebell af Per Ragnar, Birgitta - åttabarnsmor, politiker och helgon af Agneta Pleijel og en opsætning af Strindbergs Mäster Olof.
Wager underviser i orgel og improvisation ved musikuddannelserne i Piteå, Malmö, Gøteborg og Kungliga Musikhögskolan.
Siden 1995 har han også undervist på Island.
For sin debut i 1992 modtog han en medalje fra Kungliga Musikhögskolan. Han har også modtaget flere andre priser. 

## Link
- Mattias Wager berättar om Schüblerkoralerna, Video hvor Mattias Wager spiller og beretter om Schüblerkoralerne, 2011.